# Slovanská epopej

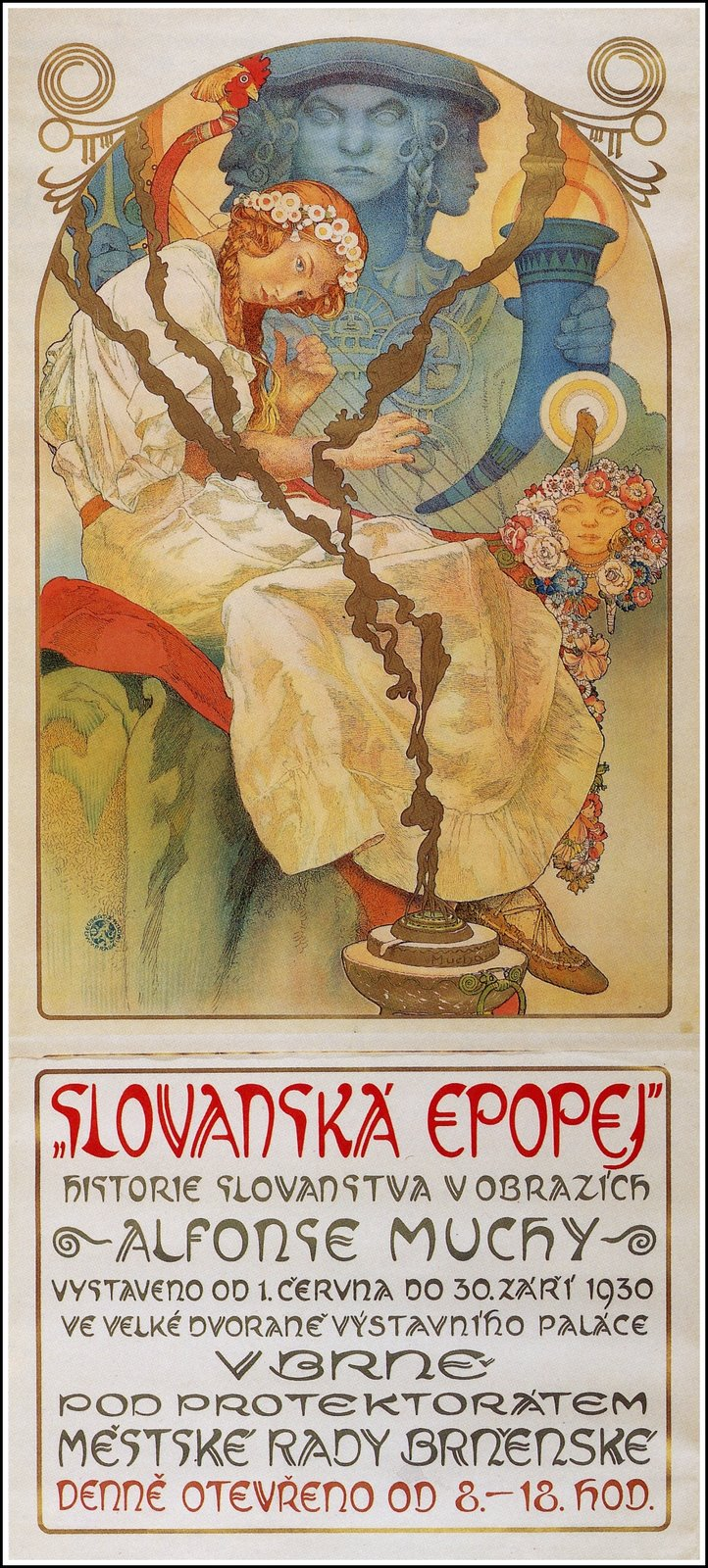
Plakát zvoucí na výstavu Slovanské epopeje v Brně v roce 1930

Slovanská epopej je cyklus dvaceti velkoformátových obrazů, kterým malíř Alfons Mucha shrnul dějiny slovanských národů. Cyklus vznikal v letech 1912–1926 v ateliéru na zámku Zbiroh na zakázku od Charlese R. Crana. Mucha jednotlivě dokončované obrazy v průběhu let postupně podmínečně předával městu Praze.

## Historie

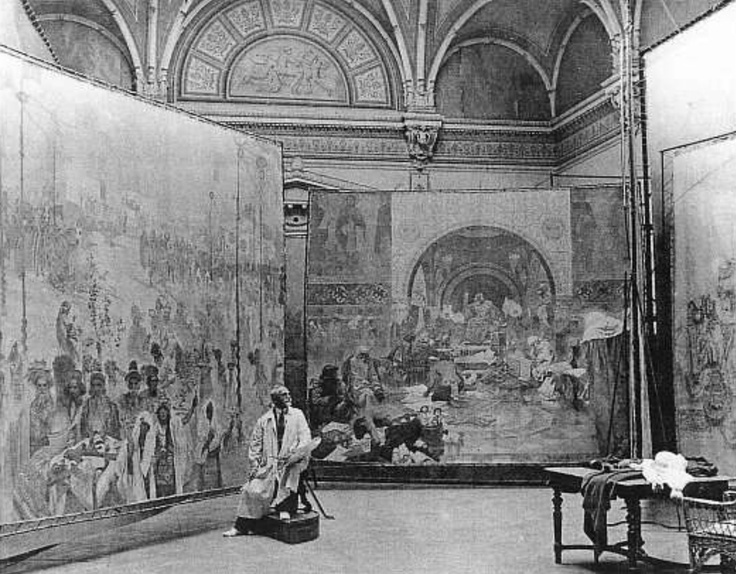
Alfons Mucha při malbě Slovanské epopeje

Alfons Mucha si přál zachytit dějiny Slovanstva v kolekci obrazů, která by symbolizovala jejich cestu dějinami. S myšlenkou vytvoření Epopeje si pohrával již od doby Světové výstavy v Paříži, nicméně kvůli nedostatku financí musel myšlenku odložit. Po svatbě s Marií Chytilovou v Chicagu se potkal s průmyslníkem Charlesem R. Cranem, který byl ochoten nést veškeré náklady spojené s vytvořením Slovanské epopeje. Mucha se roku 1910 vrátil do rodné země, kde si pronajal část zámku na Zbirohu a zde tvořil Slovanskou epopej, jež mu dohromady zabrala 18 let života. Dokončil ji roku 1928, kdy ji spolu s Charlesem Cranem předal Praze a veškerému československému lidu. Obrazy byly za druhé světové války uloženy od prosince 1943 spolu s obrazy Václava Brožíka v zámku ve Slatiňanech, aby jim nehrozilo poškození případným bombardováním. V 50. letech převezeny do Moravského Krumlova, kde byly za pomoci místních občanů restaurovány a od 4. srpna 1963 byly vystaveny na zdejším zámku. Obrazy sem zapůjčila Galerie hlavního města Prahy, která je správcem díla. Dne 8. listopadu 2010 se Slovanská epopej stala movitou kulturní památkou.

## Vystavování Slovanské epopeje

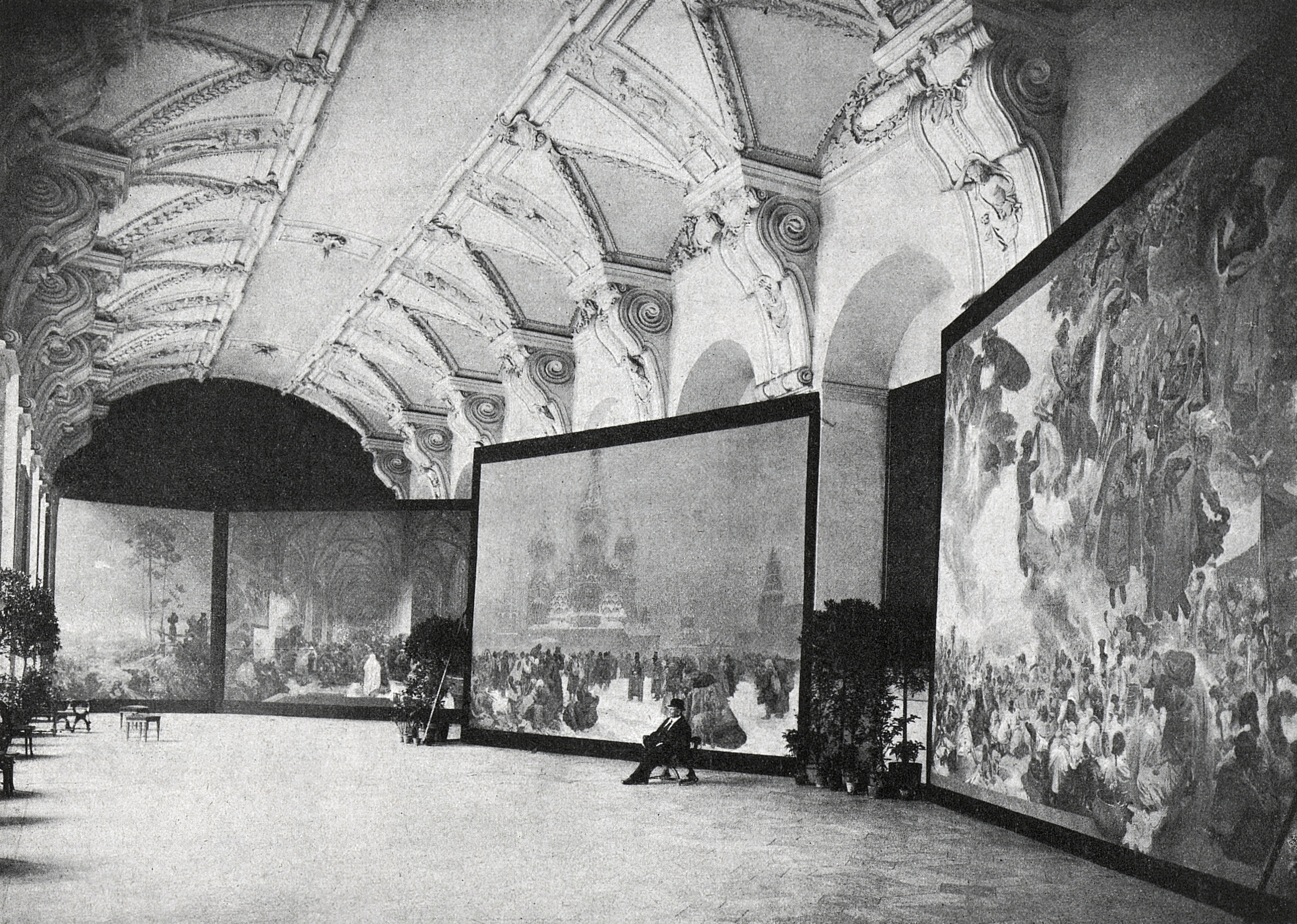
První výstava pěti z jedenácti tehdy dokončených pláten v pražském Klementinu. Výstava trvala od 27. dubna 1919 do 21. září 1919 a navštívilo ji celkem 12.220 osob.

První obrazy byly poprvé vystaveny v roce 1919 v Klementinu, jedenáct pláten bylo vystaveno v roce 1920 v Chicagu (během tří měsíců navštívilo výstavu 50 000 návštěvníků) a v New Yorku. Celek byl v roce 1928 předveden české veřejnosti v tehdy novém Veletržním paláci v Praze. V létě 1930 byla Epopej vystavena v Brně a v roce 1936 několik pláten v Paříži. V letech 1963 až 2011 byly obrazy vystaveny na zámku v Moravském Krumlově. Po dlouhých sporech bylo od dubna 2011 pět pláten cyklu umístěno ve dvoraně Veletržního paláce v Praze, celý cyklus byl tamtéž zpřístupněn v květnu 2012. Tato výstava byla ukončena v roce 2016.
V roce 2017 byl kompletní cyklus poprvé vystaven v zahraničí a to v Japonsku v Tokiu. Výstava byla nebývale úspěšná, během tří měsíců výstavu zhlédlo přes 650 tisíc diváků, čímž se stala nejnavštěvovanější výstavou umělce z 19. století v roce 2017 na celém světě. V roce 2018 bylo několik vybraných pláten Epopeje vystaveno na Festivalu RE:PUBLIKA. V rámci této výstavy byla k vidění nejen plátna, ale i sbírka Muchovy plakátové tvorby ze sbírek Ivana Lendla. Od července 2021 je soubor vystaven opět v expozici zámku v Moravském Krumlově. Vystavení předcházel výkup zámku od soukromého vlastníka městem a upravení jeho interiérů tak, aby v nich byly splněny nároky na bezpečnost, osvětlení a stálost teploty a vlhkosti. Následně by se měl cyklus pláten vrátit zpět do hlavního města, domov by měl najít v paláci Savarin v sousedství Václavského náměstí, a to na dvacet pět let s možností pětileté opce. Mezitím by Praha měla vystavět vlastní pavilon s důstojnými prostory, kde by do budoucna byla natrvalo vystavena všechna velkoformátová plátna, jak si to jejich autor Alfons Mucha přál.

## Spor o epopej

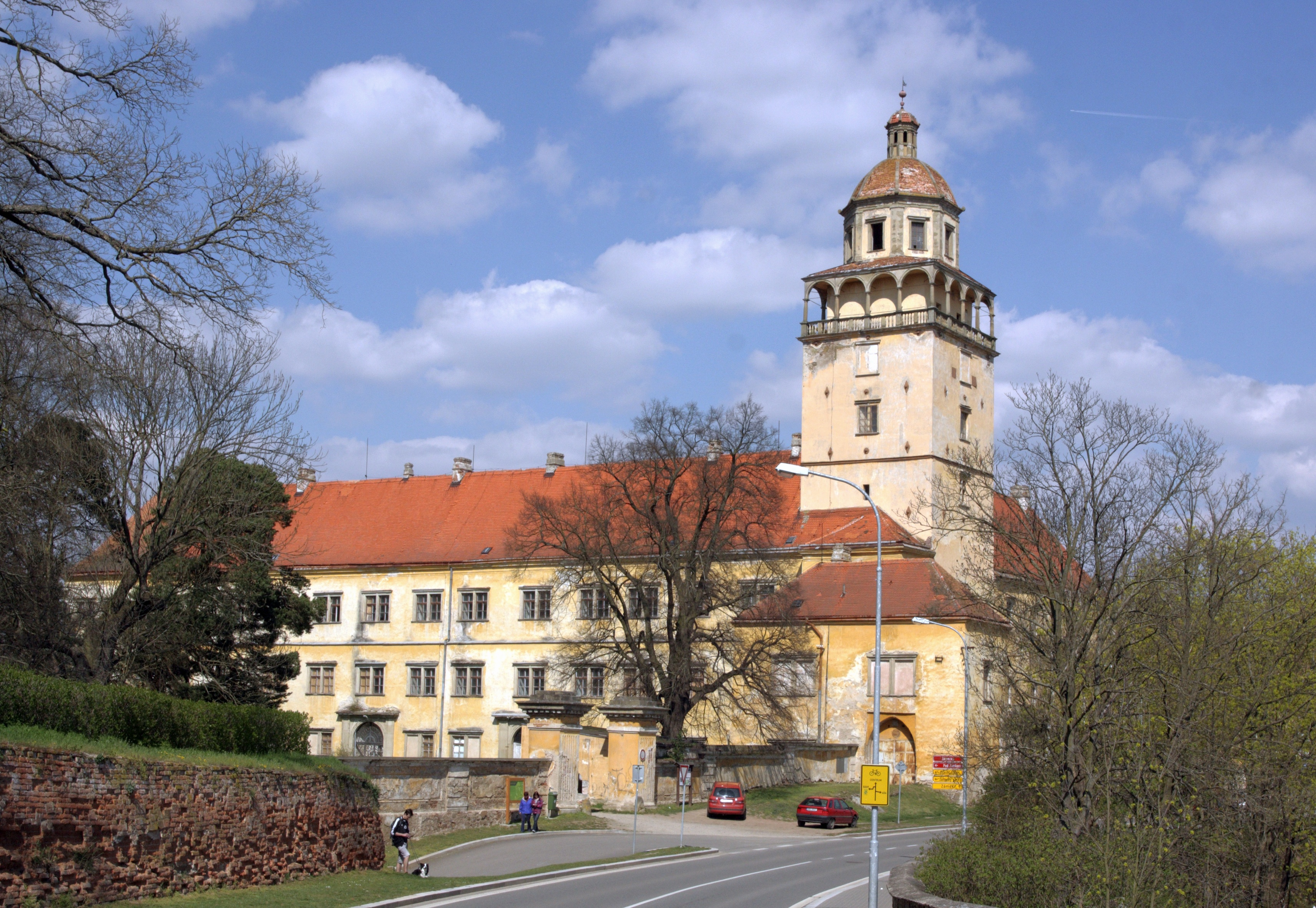
Zámek v Moravském Krumlově, kde byla Epopej v letech 1963–2011 vystavena

Majitelem obrazů je od roku 1928 město Praha, jemuž Mucha (spolu s Cranem) obrazy daroval „pod podmínkou, že město Praha umístí hotové obrazy na vlastní náklady v budově výslovně vystavěné k tomuto účelu“. Nestanovil však pro postavení budovy žádnou lhůtu. Tato podmínka nebyla dosud splněna.

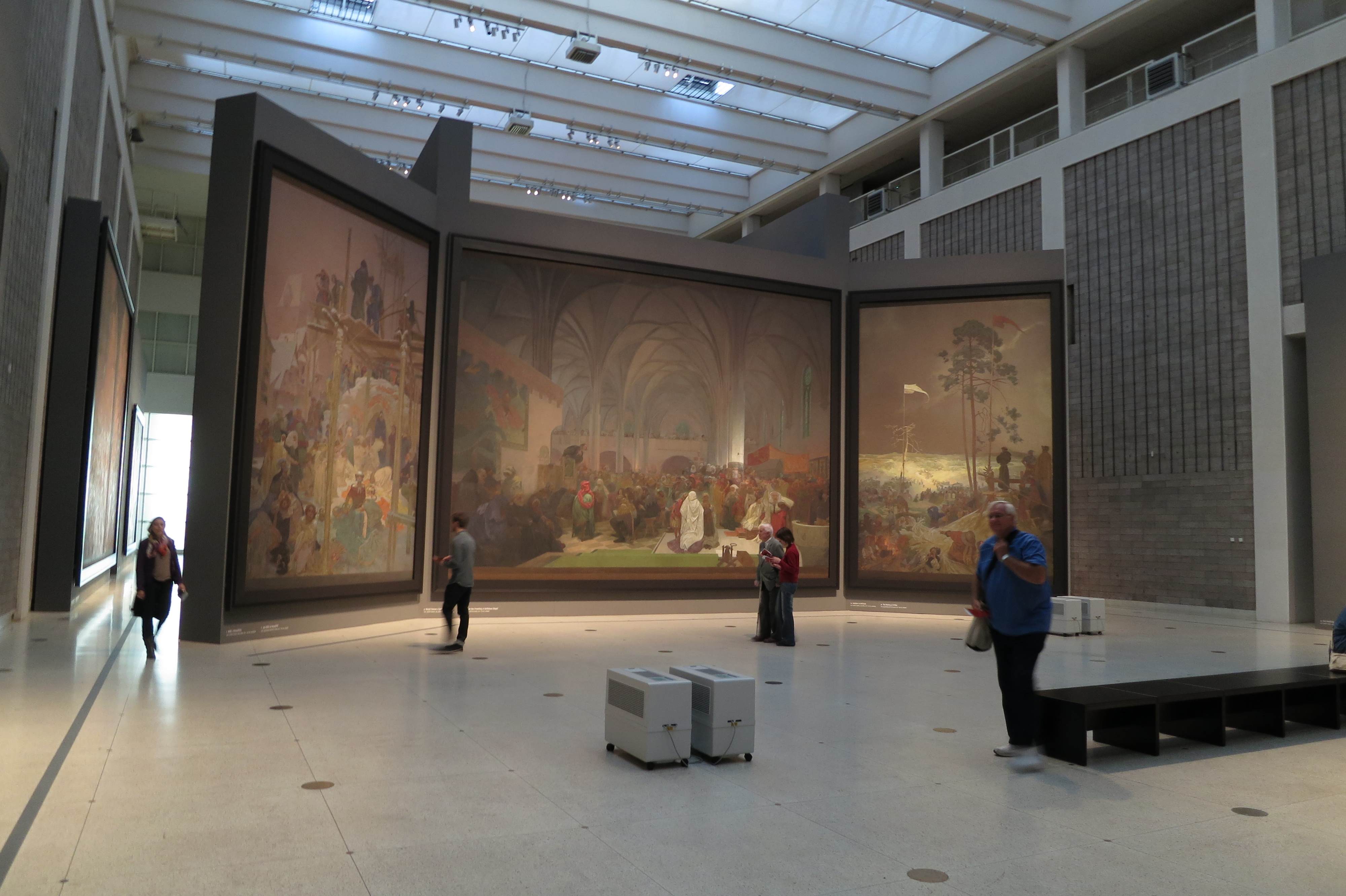
Centrální část Slovanské epopej vystavená v pražském Veletržním paláci, kam byla převezena z Moravského Krumlova, 2013

V červenci roku 2010 měl být soubor přesunut do Prahy. Někteří dědicové Alfonse Muchy však prostřednictvím svého právního zástupce podali návrh na vydání rozhodnutí o ochraně pokojného stavu podle § 5 občanského zákoníku, krumlovský úřad jejich argument uznal a zakázal hlavnímu městu Praze manipulaci s dílem. Naopak soud ve Znojmě 30. září 2010 určil předběžným opatřením, že Krumlov musí umožnit převezení obrazů na připravovanou výstavu do Prahy. Vztah těchto dvou rozhodnutí byl v právní veřejnosti bohatě diskutovaný. Po komunálních volbách v říjnu 2010 se situace uklidnila a Slovanská epopej zůstala v Moravském Krumlově. Na jaře 2011 Galerie hlavního města Prahy převezla pět pláten cyklu do Prahy a převzala správu výstavy ostatních v Moravském Krumlově. Od dubna 2011 bylo pět pláten cyklu umístěno ve dvoraně Veletržního paláce v Praze a ostatních patnáct zůstalo v Moravském Krumlově. Na podzim 2011 začaly práce na přepravě této části cyklu do Prahy, od prosince 2011 měl být celý cyklus vystaven ve dvoraně Veletržního paláce; ale jeho výstava byla nakonec otevřena až v květnu 2012. V červnu 2018 Rada hlavního města Prahy schválila záměr, podle kterého má být cyklus vystaven v nově postavené přístavbě Lapidária Národního muzea na pražském Výstavišti. To již ale neplatí, protože teprve následně v roce 2020 Institut plánování a rozvoje vytipoval vhodné lokality, z nich mezi ty nejperspektivnější uvedl Pankrácké náměstí, Savarin nebo Ledárny Braník. V roce 2022 pak Praha podepsala předběžnou dohodu o umístění v developerském projektu Savarin. Podle vnučky Muchy je to nedůstojné umístění, a proti záměru Jarmila Mucha Plocková podala žalobu. V roce 2025 sice ve třech sálech paláce Savarin byla otevřena expozice děl Alfonse Muchy, ale konečná dohoda o umístění Slovanské epopeje do podzemní galerie se společností Crestyl, která palác vlastní, zatím nevznikla.

### Spor s Johnem Muchou
Dědic malíře Alfonse Muchy John Mucha žádal od roku 2016 vrácení cyklu obrazů Slovanská epopej. Argumentoval tím, že Praha stále nesplnila podmínku daru a nepostavila pro epopej vlastní galerii. Vadilo mu i to, že dvacítka velkoformátových pláten měla v roce 2017 vycestovat na turné po Asii. Podle Muchy hrozilo, že se při cestě může Epopej poškodit. Městský soud v Praze potvrdil v říjnu 2017 rozsudek Obvodního soudu pro Prahu 1, že Slovanská epopej patří Praze. V roce 2018 bylo Nejvyšším soudem rozhodnuto o vrácení kauzy zpět soudu prvního stupně pro nedostatečné zdůvodnění rozhodnutí. Roku 2019 byl spor odložen a probíhalo vyjednávání o trvalém umístění díla, nebo jeho případném návratu do autorova rodného kraje, tedy na zámek v Moravském Krumlově. Dne 9. prosince 2020 Obvodní soud pro Prahu 1 nepravomocně rozhodl, že Slovanská epopej Praze nepatří, neboť nebyla splněna autorova podmínka vybudovat samostatné výstavní prostory.
V srpnu 2025 se radní hlavního města rozhodli  na základě dohody s Johnem Muchou, Marcusem Jamesem Muchou a Nadací Mucha prodloužit smlouvu s Moravským Krumlovem o zapůjčení Slovanské epopeje až do roku 2031.

## Seznam obrazů
| #   | Obraz | Název                                                                    | Rok vzniku | Rozměry, technika             | Komentář |
| --- | ----- | ------------------------------------------------------------------------ | ---------- | ----------------------------- | --- |
| 1.  |       | Slované v pravlasti: Mezi turanskou knutou a gótským mečem               | 1912       | 8,10 × 6,10 m, olej na plátně | První obraz celé série zobrazuje slovanského Adama a Evu, kteří se skrývají před nájezdníky. Výjev je datován do doby mezi třetím a šestým stoletím našeho letopočtu. Jejich bílá roucha symbolizují čistotu a nevinnost. To kontrastuje s plameny vesnice, kterou podpálili vojáci v pozadí. Nejzajímavější částí obrazu je však levitující trojice na pravé straně: nejvíce výrazný je uprostřed stojící pohanský kněz, který se modlí za slitování pro své ovečky. Pod jeho levou rukou je skloněna dívka se zeleným věncem jako symbolem míru, zatímco pod pravou rukou je mladý bojovník, který má představovat spravedlivou válku. Poselství skryté v obrazu sděluje, že v budoucnu musí Slované bojovat za svou svobodu. |
| 2.  |       | Slavnost Svantovítova na Rujáně: Když bozi válčí – spása v umění         | 1912       | 8,10 × 6,10 m, olej na plátně | Tento obraz zachycuje oslavy sklizně na počest pohanského boha Svantovíta. Tato oslava se koná na baltském ostrově Rujáně v jeho hlavním městě Arkoně. Poklady naplněný chrám v centru oslav bylo posvátné místo, které bylo cílem poutníků v osmém až desátém století našeho letopočtu. Arkona byla později dobyta dánskými bojovníky. V Muchově době měla Arkona až mytický význam, symbolizovala totiž důkaz původní slovanské slávy. Chrám se nachází na levé části pozadí celého výjevu. Nejjasnější postavou mezi poutníky v popředí je matka s dítětem, za nimiž zapadá slunce. Vlevo nahoře je zobrazen vikingský bůh Thór se smečkou psů, jako předzvěst vyplenění Arkony. Uprostřed nahoře umírá slovanský bojovník před postavou Svantovíta, který je obmotán lipovými listy. Vertikální modrobílý proud představuje bojovníkův meč, který si bere bůh, aby chránil budoucnost Slovanů. Důležitost uměleckých snah jako reakce na válku je zdůrazněna třemi muzikanty ve středu kompozice a také osobou řezbáře, který je utěšován a inspirován svou múzou.      |
| 3.  |       | Zavedení slovanské liturgie na Velké Moravě: Chvalte Boha rodným jazykem | 1912       | 8,10 × 6,10 m, olej na plátně | V devátém století moravský kníže Rostislav požádal byzantské mnichy Cyrila a Metoděje, aby přeložili části Bible a ostatní liturgie. Tento krok pobouřil německé biskupy a Řím. Cyril a Metoděj jsou vážení moravští svatí a tento obraz oslavuje jejich skutky. Na obrazu je znázorněno čtení papežské buly Rostislavovu následovníkovi Svatoplukovi. Vše je situováno před branami Velehradu, slovanské pevnosti a hlavního města Velké Moravy. Metoděj, nyní arcibiskup, stojí jako vysoký stařec osvícený sluncem ve středu plátna podporován ministranty. Nalevo od něho jsou znázorněny temné postavy stráží věštící blížící se pomstu. Nahoře vlevo je skupina zarmoucených žen, které uklidňuje sám Cyril. Nad nimi ve středu je Rostislav spolu s patriarchou pravoslavné církve. Skupina čtyř postav vpravo nahoře znázorňuje ruské a bulharské panovníky, kteří podporovali slovanskou liturgii. Postava v popředí vlevo dole má symbolizovat vážného mladíka, který burcuje Slovany. Kruh v jeho pravé ruce představuje slovanskou jednotu.                     |
| 4.  |       | Car Simeon Bulharský: Jitřenka slovanského písemnictví                   | 1923       | 4,80 × 4,05 m, olej na plátně | Období rozkvětu slovanské liturgie na našem území nemělo dlouhého trvání. Po smrti Metoděje byli jeho následovníci nuceni prchnout na dvůr bulharského cara Simeona. Tento panovník, ač původem mnich, dosáhl svého postu působením v armádě. Nejvíce však proslul jako učenec, který zprostředkoval překlady mnoha důležitých byzantských textů do slovanštiny. Car je zobrazen ve velkolepé bazilice s malbami vyhnaných světců na zdech. Car je středobodem celého obrazu, vyzařuje z něj posvátná autorita a vznešenost. Je obklopen filozofy, spisovateli a učenci, se kterými jakoby dotvářel jejich díla. Podstata obrazu je v samotných knihách a svitcích, které symbolizují spojení minulosti s budoucností slovanstva. |
| 5.  |       | Přemysl Otakar II., král železný a zlatý: Svaz slovanských dynastů       | 1924       | 4,80 × 4,05 m, olej na plátně | Přemysl Otakar II., který vládl mezi lety 1253 až 1278, je jedním z největších panovníků české historie. Je obdivován, jak pro své vojenské úspěchy, tak pro prozíravou štědrost a politické nadání. Malba znázorňuje svatbu jeho neteře Kunhuty Braniborské s uherským princem Bélou, na kterou Přemysl Otakar II. pozval všechny okolní slovanské panovníky. Zamýšlel totiž vytvoření velké slovanské koalice, která by zajišťovala mír pro všechny Slovany. Postavy jsou zobrazeny v královském stanu před svatební kaplí. Jedná se o Přemyslovu osobní kapli, neboť na zdi můžeme vidět jeho erb – orla s roztaženými křídly. Přemysl sám je uprostřed obrazu, vítá dva nové hosty. Ostatní panovníci stojí okolo krále. |
| 6.  |       | Štěpán Dušan Srbský a jeho korunovace: Slovanské zákonodárství           | 1926       | 4,05 × 4,80 m, olej na plátně | Štěpán Dušan byl významný vojevůdce, který využil pádu byzantského impéria a rozšířil slovanská teritoria směrem na jih. V roce 1346 byl korunován carem v Srbsku a Řecku. V této pozici prosadil nový zákoník, který se rozšířil po celé tehdejší říši římské. Na obrazu je znázorněno procesí lidu po královské korunovaci. Vedou ho mladé slovanské dívky v původních krojích. Ty jako by zakrývaly stařešiny s carským mečem a korunou za nimi. Toto má symbolizovat naději budoucnosti ukrytou v mládí. Samotný car je pak zobrazen v centru malby obklopen svou suitou, která se drží jeho červeného pláště. |
| 7.  |       | Jan Milíč z Kroměříže: Klášter z nevěstince                              | 1916       | 4,05 × 6,20 m, olej na plátně | Jan Milíč z Kroměříže byl významnou osobou 14. století. Pocházel z Moravy, věhlas si však vydobyl v Praze, kde kritizoval excesy tehdejší církve a sloužil chudým. Díky svým skutkům získal spoustu příznivců a následovníků. V roce 1372 vybudoval klášter zasvěcený Máří Magdaléně na místě bývalého nevěstince. Osoby v horní části obrazu na lešení pracují na stavbě kláštera, jehož hlavním posláním bude péče o chudé. Pod nimi je sám Milíč, skrovná postava napravo, jak káže skupině žen, které vyměňují své světské šaty za bílá roucha řádových sester. Morální čistota celého výjevu je umocněna bílým sněhem, který pokrývá staveniště a okolní prostranství. Mucha zvolil tento výjev jako symbol síly víry a soucitu. |
| 8.  |       | Kázání Mistra Jana Husa v kapli Betlémské: Kouzlo slova – pravda vítězí  | 1916       | 8,10 × 6,10 m, olej na plátně | Mistr Jan Hus je nejznámější postavou reformistického hnutí, které se na území tehdejších Čech a Moravy utvářelo v 15. století. Jeho myšlenky, za něž byl roku 1415 v Kostnici upálen, přejali jeho následovníci a na jeho počest se celé hnutí jmenuje husitství. Jeho smrt vedla k rozpoutání husitských válek. Mucha namaloval Mistra Jana kázajícího v Betlémské kapli v Praze roku 1412. Kázání poslouchají jeho studenti, kteří si dělají poznámky. Dále se na obraze nachází nalevo od Husa také kupec Kříž, zakladatel kaple. Napravo od něj je pod freskou sv. Jiří útočícího na draka vyobrazen Jan Žižka, budoucí vojevůdce husitů. Dále je zde královna Žofie pod baldachýnem vpravo. Kněz stojící u kropenky si dělá poznámky pro nadcházející církevní proces s Husem. Mucha vycházel ze zachovaných plánů z 18. století, a proto zobrazil vnitřek Betlémské kaple tak, jak vypadal až po přestavbě v roce 1548, kdy byl původní plochý strop nahrazen pozdněgotickou síťovou žebrovou klenbou.                                                               |
| 9.  |       | Schůzka Na Křížkách: Kouzlo slova. Podobojí                              | 1916       | 4,05 × 6,20 m, olej na plátně | Obraz zobrazuje situaci po smrti Mistra Jana Husa, kdy převzal vedení reformistů utrakvistický kazatel Václav Koranda starší. Tento kněz podporoval tzv. přijímání pod obojí způsobou. Na Muchově plátně je zobrazen, jak káže shromážděným následovníkům na Křížkách 30. září 1419. Připomíná, že pro obranu víry je potřeba i zbraní. Tento obraz představuje začátek husitských válek. Praporce na obraze symbolizují život a smrt – bělobu a červeň. |
| 10. |       | Po bitvě u Grunwaldu: Severoslovanská vzájemnost                         | 1924       | 6,10 × 4,05 m, olej na plátně | Počátek 15. století provázely vojenské výboje Řádu německých rytířů do severoslovanských zemí. Jako obranu proti těmto hrozbám uzavírají polský král Vladislav II. Jagellonský a velkokníže litevský Vitold obrannou spojeneckou smlouvu. Ta se pak poprvé uplatňuje v bitvě u Grunwaldu v roce 1410, kdy společná slovanská vojska vybojovala triumfální vítězství. Mucha se rozhodl místo samotné bitvy zobrazit spíše výjev po bitvě. Král Vladislav uprostřed místo radosti vyjadřuje zármutek, nad ztrátami z bitvy na obou stranách. |
| 11. |       | Po bitvě na Vítkově: Tě Boha chválíme                                    | 1923       | 4,80 × 4,05 m, olej na plátně | V roce 1420, v počátečních fázích husitských válek, okupoval císař Zikmund Prahu. Rolnická armáda pod vedením Jana Žižky přitáhla od Tábora Pražanům na pomoc. Husité však byli početně slabší. Proto se opevnili na vrchu Vítkově, kde odolávali německé přesile. V rozhodující okamžik bitvy jim na pomoc přišli pražští měšťané. Na obraze je znázorněn kněz nesoucí monstranci přímo v bitevním poli, obklopen je věřícími. Napravo stojí sám Žižka a nad ním je silueta Hradčan. Na postavu vojevůdce pronikají sluneční paprsky skrze těžké černé mraky. Toto znázorňuje boží milost, která zajistila důležité vítězství. Žena s dítětem vlevo dole rozšiřuje záběr výjevu tím, že otočena zády přemítá nad osudem svého dítěte, který bude určovat nastávající válka. |
| 12. |       | Petr Chelčický: Neoplácet zlem zlé                                       | 1918       | 6,20 × 4,05 m, olej na plátně | Tato kompozice, i když velice podobná výjevu po bitvě na Vítkově, zobrazuje zcela jiný motiv husitských válek. Vodňany byly v té době malým městem, které se ocitlo přímo uprostřed mezi válčícími stranami. Obyvatelstvo se rozhodlo uprchnout k Petru Chelčickému, kazateli víry z lidu a velkému filozofovi. Když k němu dorazili vyčerpaní k smrti, byli naplnění hněvem a smutkem za jejich právě vypalovaná obydlí (na obraze v pozadí). Chelčický k nim přistupuje s Biblí, a nabízí jim útěchu a podporu a zrazuje je od pomsty. Toto plátno nejvíce podtrhuje Muchovu pacifistickou povahu, kterou podněcovala první světová válka vrcholící právě v čase, kdy pracoval na tomto obrazu. |
| 13. |       | Jiří z Poděbrad, král obojího lidu                                       | 1923       | 4,80 × 4,05 m, olej na plátně | V roce 1430 byl Řím nucen uznat husitské nároky a ukončil křížové výpravy do českých zemí. Když si stavy v roce 1458 zvolily za svého panovníka Jiřího z Poděbrad, naskytla se opět příležitost podvolit odkloněné věřící. Nový král se v roce 1462 vydal do Říma pro potvrzení královské moci, toho se mu však nedostalo, a nový panovník se musel vrátit. Za ním zpět pak putoval papežský vyslanec kardinál Fantimus de Valle. V Praze pak před králem přednesl požadavek Vatikánu k opětovnému podrobení pod papežskou stolici. Král rezolutně odmítá se slovy: „Na této zemi není nikoho, kdo je hoden soudit mé svědomí.“ Chlapec vpravo dole významně zavírá knihu s názvem Roma finita. Toto značí začátek ztráty náboženského vlivu Říma nad Čechy, zrození nové svobody podtrhují paprsky slunce procházející skrze gotické okno. |
| 14. |       | Hájení Sigetu proti Turkům Mikulášem Zrinským                            | 1914       | 8,10 × 6,10 m, olej na plátně | V roce 1566 počali Turci invazi do slovanských zemí podél břehů Dunaje skrze uherské pláně. Jejich výboje narazily na tuhý odpor městských hradeb Szigetváru hájených jeho obyvateli pod vedením chorvatského šlechtice Mikuláše Šubiče Zrinského. Nerovný boj se přiblížil k nevyhnutelnému konci a obránci s vědomím bezvýchodnosti své situace se připravují na poslední sebevražedný útok. Uprostřed obrazu pronáší Mikuláš povzbudivou řeč ke svým bojovníkům. Zatímco jeho manželka a szigetvárské ženy utíkají vpravo na věž prachárny, kterou, než aby vydali na pospas obléhatelům, radši zapalují. Mucha zachycuje moment exploze a zároveň příprav k bitvě, proto je celý obraz rozdělen sloupem temného dýmu, předznamenávajícího nastávající zkázu a symbolizujícího lidské oběti. Oba stěžejní momenty hrdinství slovanského lidu totiž nemohly nastat současně, avšak jsou hodny zobrazení. |
| 15. |       | Bratrská škola v Ivančicích: Kolébka Bible kralické                      | 1914       | 8,10 × 6,10 m, olej na plátně | Náboženské hnutí inspirované Petrem Chelčickým známé jako Jednota bratrská v 16. století přesídlila z Čech na Moravu. Konkrétně do Muchova rodiště, Ivančic. V tomto městě počali tisknout první kompletně česky psanou Bibli. Tento počin byl pak dokončen v blízkých Kralicích. Odtud pochází její jméno. Kralická Bible je velkým symbolem české národní identity. V zobrazené scéně moravský šlechtic pán ze Žerotína přijel na inspekci prvních tisků Bible. Bratrští studenti se sbíhají kolem něho. Jen jeden zůstává předčítat Bibli slepému starci vlevo dole. Vzorem pro tohoto chlapce byl sám Mucha v mladických letech. Budoucnost Jednoty je předpovídána rorýsi, kteří krouží kolem věže kostela a připravují se na odlet do přívětivějších krajin. Stejně tak hnutí bratří bude nuceno po bitvě na Bílé hoře přesídlit do ciziny. Kopule ivančického kostela je pozměněna oproti skutečnosti a připomíná spíše kopuli mešity. |
| 16. |       | Jan Ámos Komenský, učitel národů: Plamínek naděje                        | 1918       | 6,20 × 4,05 m, olej na plátně | Po porážce českých stavů na Bílé hoře je české obyvatelstvo nuceno přecházet zpět ke katolictví. Ti, kteří vzdorují, odcházejí do zahraničí. Mezi nejznámější uprchlíky patří Jan Amos Komenský, náboženský vůdce jednoty bratrské a vášnivý zastánce vzdělání a výuky. Náboženský obsah jeho děl inspiroval mnoho jeho spřízněných vyhnanců o návratu ke svobodě. Mucha vymaloval jeho poslední okamžiky na tomto světě. Učitel sedí zhroucený v křesle na břehu moře v nizozemském Naardenu. V popředí jsou jeho následovníci, kteří bědují nad jeho smrtí. Osamění a izolace Komenského je podtržena šedivostí moře a oblohy. Plamínek naděje přicházející z malé lucerny nalevo symbolizuje naději lepších zítřků pro celou slovanskou vlast. |
| 17. |       | Mont Athos: Vatikán pravoslavných                                        | 1926       | 4,80 × 4,05 m, olej na plátně | Tento obraz se odchyluje od oslavovaných slovanských skutků a spíše vzdává hold pravoslavné církvi, která spojila Slovany s byzantskou kulturou a vzdělaností. Hora Athos zobrazená na plátně je nejposvátnějším místem pravoslavné církve. Na spodní části díla jsou zobrazeni poutníci, vzdávající hold svatým artefaktům, které hlídají kněží. Patroni čtyř nejznámějších staroslovanských klášterů nad nimi mají symbolizovat dobročinnost a víru. Za nimi stojí představení jednotlivých klášterů. Na vrchu je pak mozaika Panny Marie, symbolu čistého ženství. |
| 18. |       | Přísaha „Omladiny“ pod slovanskou lípou 1894: Slovanské obrození         | 1926–1928  | 4,80 × 4,05 m, olej na plátně | V roce 1894 bylo v českých zemích zformováno vlastenecké hnutí mladých nazývané „Omladina“. Jeho zaměření bylo liberální a proticírkevní. Ideje jeho tvůrců byly však v tehdejším zřízení pronásledovány. Mucha zobrazuje členy Omladiny, jak skládají přísahu pod korunou lípy, jejíž předlohou byla Muchovi skutečná lípa v Lukavici u Žamberka, ve které je ukryta Slavie, matka Slovanů. Dvě osoby napravo jsou namalovány pouze bílkovou temperou. Nebyly nikdy dokončeny olejovými barvami. Proto nebyl obraz nikdy vystavován za Muchova života. Tento fakt berou někteří znalci jako důkaz toho, že epopej nebyla nikdy dokončena. Významnými osobami na obraze jsou dále dvě děti na spodní zdi. Mucha použil své vlastní děti jako modely pro tyto postavy. Napravo je syn Jiří a nalevo jeho dcera Jaroslava hrající na harfu. Tento obraz je velmi podobný plakátu, který byl použit pro výstavu v roce 1928. |
| 19. |       | Zrušení nevolnictví na Rusi: Svobodná práce – osnova národů              | 1914       | 8,10 × 6,10 m, olej na plátně | Nevolnictví bylo zrušeno v Rusku až v roce 1861, o mnoho let později něž ve zbytku Evropy. Obraz zachycuje zvěstování vydaného ediktu na Rudém náměstí. Ruský lid však neví, co s nabytou svobodou udělá, nejistota a strach z budoucnosti je zobrazen na většině postav kompozice. Propastné rozdíly mezi vládnoucími a ovládanými jsou znásobeny vyobrazením chrámu Vasila Blaženého. |
| 20. |       | Apotheosa z dějin Slovanstva: Čtyři období Slovanstva ve čtyřech barvách | 1926–1928  | 4,05 × 4,80 m, olej na plátně | Závěrečný obraz celé série je navržen jako zastřešení celé ságy zobrazující vizi slovanského triumfu jako příklad pro celé lidstvo. Mucha používá čtyři různé barevné odstíny, aby prezentoval různé aspekty slovanské historie: modrá vpravo dole reprezentuje mytické rané období, červená vlevo nahoře indikuje husitské války, černé osoby uprostřed vlevo symbolizují nepřátele Slovanů a dobu útlaku – nájezdy Franků, Avarů, Turků a 300 let trvající útlak po bitvě na Bílé hoře, a nakonec postavy zaplavené žlutou jsou ti, kteří přinášejí vznešenou svobodu, mír a sjednocení mezi národy. Omladina nesoucí větvičky lípy skládá hold slovanským hrdinům, mezi nimiž je i skupina československých vojáků první světové války: srbský, britský, ruský, francouzský a italský legionář. Hlavní postavou celého obrazu je muž s rozevřenou náručí, jenž zosobňuje útrapy, které museli Slované snášet během staletí, ale také značí naděje pro novou republiku. Dalšími symboly jsou: kruhy věnců = jednota, holubice = mír, duha = štěstí a Kristus = požehnání. |